# TT32
La tombe thébaine TT 32 est située à El-Khokha, dans la nécropole thébaine, sur la rive ouest du Nil, face à Louxor en Égypte.
C'est la sépulture de Djéhoutymôsé (ou Thoutmôsé), intendant en chef d'Amon et surveillant des greniers de Haute et Basse-Égypte pendant le règne de Ramsès II (XIXe dynastie). Sa femme Esi (Isis) est représentée dans le hall et le couloir de la tombe.

Couvercle du sarcophage momiforme d'Esi, chanteuse d'Amon et épouse de Djéhoutymôsé. Granit rose, avec traces de peinture. Museo Egizio, Turin.
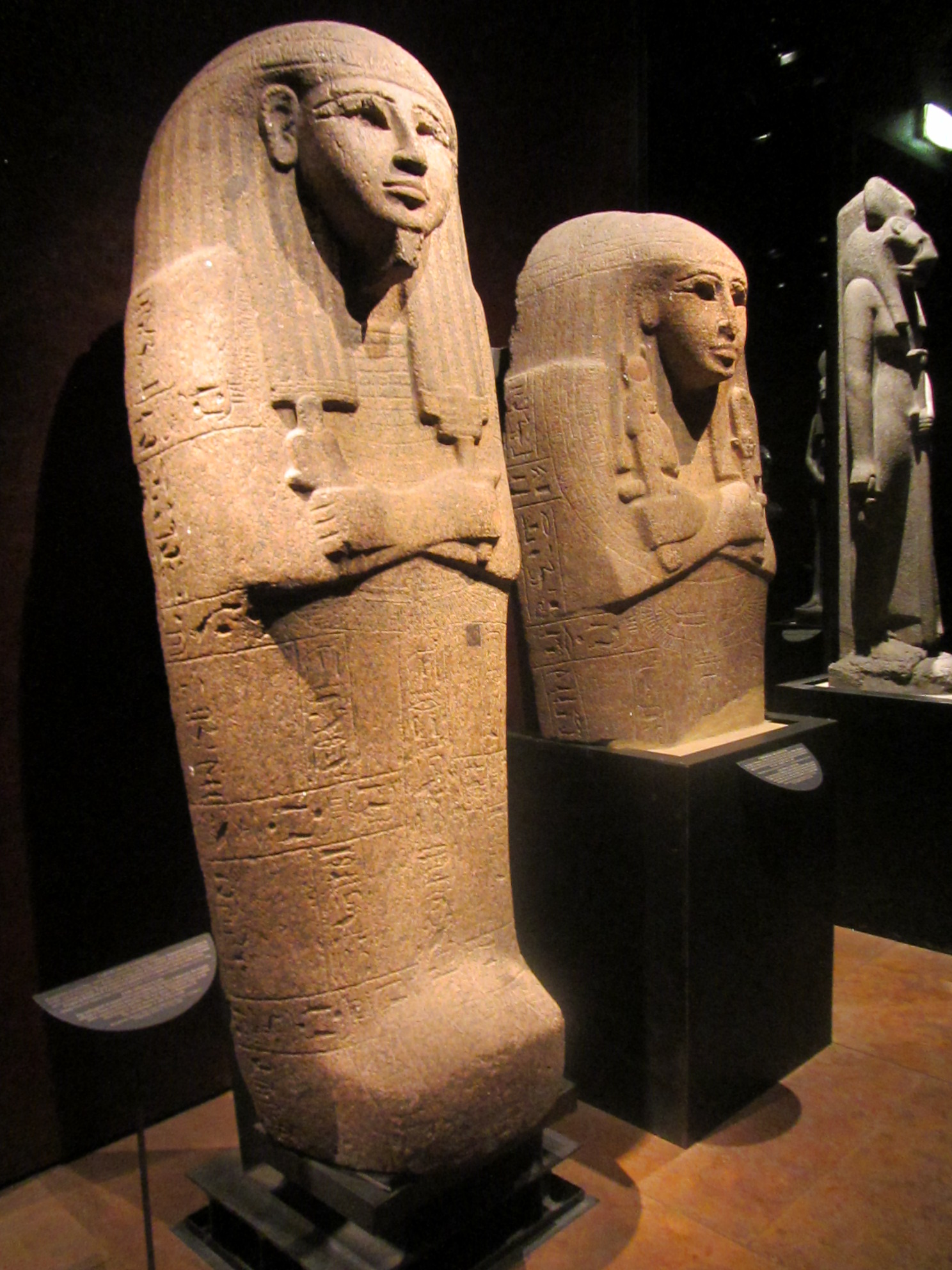
Les deux couvercles des sarcophages